# Mohammed Berrada
Mohamed Berrada (Rabat, 14 de mayo de 1938) es un escritor y crítico marroquí, nacido en Rabat en 1938. Es doctor en crítica y sociología literaria en Francia. Escribe cuento, novela y crítica literaria. Sus novelas han sido traducidas al francés, español e inglés. Ha publicado seis novelas: "El juego del olvido" (1987), (se publicó en España por primera vez en 1993, traducida por "Maribel Lázaro y Beatriz Molina"). "La luz fugitiva" (1994), "Como un verano que nunca se repetirá" (1999), "La mujer del olvido" (2002), (Se publicó en España en 2016 traducida por "Celia Téllez y Adil Barrada"). ("Albar Ixbilia") Es una nota del nombre de un cuaderno de una colección que editaba en, "la Universidad de Sevilla" "Rafael Valencia".  Es un libro colectivo de una novela corta del autor. y "Vidas adyacentes ”(2009) que fue traducida al francés en el año 2013 y "Lejos del ruido", "cerca del silencio" (2014). Actualmente reside en Bruselas, Bélgica.
La publicación comenzó en 1957, con la aparición de su historia "El abrigo deshilachado". Participó en la fundación de la Unión de Escritores de Marruecos y fue elegido su presidente en los congresos quinto (1976), sexto (1979) y séptimo (1981). Participó en la edición de las dos revistas "Al-Qisah y Al-Masrah" y "Al-Mashrou", además de supervisar la gestión de la revista "Afaq".
Su producción se divide en crítica literaria, escritura de ficción y novela y traducción. Ha publicado sus trabajos en varios periódicos y revistas: Ciencia, Al-Tahrir, Unión Socialista,Llamada de la verdad, Plumas, Literatura, Capítulos, Creatividad, Literatura y Crítica.

## Carrera personal
Viajó a Egipto para estudiar en la Universidad de El Cairo, donde recibió su licenciatura en Literatura Árabe en 1960. En 1962 recibió su título en filosofía de la Universidad Mohammed V en Rabat. También recibió un doctorado por la Universidad Francesa de la Sorbona en 1973.Su primera historia, titulada "El abrigo nocturno" fue publicada en 1957 en el periódico marroquí Al Alam.
Por otra parte, ha publicado algunas traducciones de libros literarios, críticos y fundamentales, para Roland Barthes, Mikhail Bakhtin, Jean Leg y otros. Además, ha traducido muchos textos básicos en diferentes campos, y algunos de sus textos literarios también han conocido traducciones a algunos idiomas extranjeros.
Mohamed Berrada presentó numerosos libros y obras que tienen peso literario desde el inicio de su labor en la escritura y la literatura y hasta la actualidad, entre las obras más importantes que ha presentado se encuentran las siguientes:
1- "La batalla de diferentes pueblos", durante el año 1963.
2- "Teorización de la crítica árabe".
3- "Desollado de la piel", que ha contenido muchos libros, incluidas las historias de Beirut.
4- "El lenguaje de la infancia y el sueño".
5- "El juego del olvido, incluida la novela de Dar Al Aman", que presentó en Rabat. Y como hemos dicho en el principio (se publicó en España por primera vez en 1993, traducida por "Maribel Lázaro y Beatriz Molina").
6- "También es un verano que no se repetirá".
También tuvo muchas obras importantes, ya sea dentro o fuera de Marruecos, incluidos sus propios libros que han sido traducidos a otros idiomas extranjeros.
Sus contribuciones a la traducción de los libros de muchos novelistas y escritores fueron las siguientes:
1- Un libro de lo cerrado a lo extrovertido, que fue traducido por Mohammad Berrada y está disponible hoy en la Biblioteca Anglo-Egipcia.
2- La novela marroquí, que fue traducida por el escritor Mohamed Berrada, y el trabajo de traducción de ese libro se realizó durante 1971.
3- El Hadiz del camello, traducido por Muhammad Berrada, y hoy está presente en la Editorial Marroquí de la capital, Rabat.
4- Poemas bajo el hocico, que se considera uno de los poemas que ha sido traducido por Mohamed Berrada, y la traducción se realizó dentro de la Compañía Marroquí de Editores Unidos en Rabat durante 1981.
5- El grado cero de la escritura, que también fue traducido por Mohammad Berrada durante 1981.
Cabe señalar que esta traducción proporcionada por Mohamed Barrada ha contribuido a enriquecer la cultura árabe y marroquí en particular, ya que Barrada ha trabajado para contribuir a traducir obras literarias más importantes para muchos escritores internacionales.

Trabajos y responsabilidades.
Trabajó como profesor en la Facultad de Artes y Ciencias Humanas de la Universidad Mohammed V de Rabat, y responsable de los programas culturales de la Radio Marroquí.
Durante su vida, perteneció a la Unión Socialista de Fuerzas Populares y participó en la Organización Árabe de Derechos Humanos, pero luego se dedicó a la labor literaria y crítica.

Experiencia literaria.
Leía a novelistas internacionales como Güntergrass, y admiraba mucho al poeta Goethe por su dimensión humana y su temprana adopción del concepto de literatura mundial.
También se interesó por la filosofía, por lo que leyó a Heidegger, Nietzsche y otros, lo que le permitió tener una cultura amplia que le ayudó en la escritura y la crítica, y la traducción como diálogo con diferentes culturas.
Participó en la edición de las dos revistas "La Historia y el Teatro" y "El Proyecto" y su creatividad varió entre cuento, novela, crítica literaria y traducción.

Su trayectoria personal.
En 1962, obtuvo un Certificado de Estudios Avanzados en Filosofía en la Universidad de Mohammed V en Rabat.
Dirige los programas culturales de la Radio marroquí;
Se interesó por la política y los derechos humanos en foros nacionales e internacionales antes de dedicarse a la literatura.
Desde 1978, Mohammed Berrada es el marido de Leïla Shahid, Delegada General de Palestina ante la Unión Europea. La pareja vive y trabaja en Bruselas.

## Premios recibidos
- Premio Marruecos de Libro en la categoría de Estudios Literarios por su libro crítico “Espacios narrativos”

- Premio del Festival del Libro del Mediterráneo de Fez

- Premio Katara de Ficción Árabe - Categoría de novelas publicadas para el año 2017 por la novela “Una muerte diferente”[7]